# The Crystals
The Crystals (Крісталз) — американський жіночий вокальний гурт з Нью-Йорка, популярна в 1960-ті роки. Продюсером гурту був Філ Спектор.
У 2004 році дві пісні The Crystals увійшли в список «500 найкращих пісень усіх часів» за версією журналу «Rolling Stone» — «He's a Rebel» на 263-е місце і «Then He Kissed Me» на 493-е місці. Крім того, пісні «Da Doo Ron Ron (When He Walked Me Home)» і «He's a Rebel» у виконанні The Crystals увійшли в складений Залою слави рок-н-ролу список 500 Songs That Shaped Rock and Roll.
У 2005 році гурт був прийнятий до Зали слави вокальних гуртів.

## Дискографія

### Альбоми

#### Студійні
- 1962: Twist Uptown
- 1963: He's a Rebel (US #131)
- 1986 : He's a Rebel Featuring Lala Brooks
- 1999:[6] Greatest Hits: Includes their all new club mix

NB. Дев'ять із дванадцяти треків на альбомі He A Rebel також з'явилися на Twist Uptown

#### Компіляції
- 1963: The Crystals Sing the Greatest Hits, Volume 1
- 1975 : The Crystals Sing Their Greatest Hits
- 1988 : Greatest Hits
- 1990 : Greatest Hits
- 1992: The Best of the Crystals
- 2004 : One Fine Day
- 2011: Da Doo Ron Ron: The Very Best of the Crystals
- 2016 : Playlist: The Very Best of the Crystals